# Leo Declerck
Leo Declerck (Ostenda, 22 aprile 1938 – Bruges, 26 settembre 2021) è stato un presbitero e storico belga.

## Biografia
Dopo gli studi di scuola superiore, Declerck è entrato nel seminario della diocesi di Bruges, ricevendo l'ordinazione sacerdotale ad Ostenda il 26 luglio 1962. Inviato già da seminarista a studiare a Roma, conseguì la licenza in filosofia (1959) e in teologia (1963) presso la Pontificia Università Gregoriana di Roma.
Completati gli studi, il rettore del Pontificio Collegio Belga Albert Prignon lo volle come proprio assistente e dal settembre 1963 al dicembre 1965 Declerck ricoprì quindi la carica di vicerettore del Collegio Belga. In quella veste, in quanto i vescovi e periti belgi soggiornavano al Collegio belga, visse molto da vicino il Concilio Vaticano II, rendendo loro molti servizi materiali durante il loro soggiorno romano, mettendosi a loro disposizione quale archivista e dattilografo. In particolare, oltre che assistere lo stesso rettore Prignon, che era anche perito al concilio, assistette in particolare anche i periti Gerard Gustaaf Philips  e Charles Moeller, acquisendo una conoscenza approfondita delle vicende del Concilio e delle discussioni all'interno delle commissioni conciliari che trent'anni più tardi avrebbe messo a disposizione della ricerca scientifica, condividendola con molti ricercatori in patria e all'estero.
Alla fine del concilio, nel dicembre 1965, Leo Declerck fu richiamato nella diocesi di Bruges dove pochi mesi dopo, nel 1966, divenne segretario della diocesi e del suo vescovo Emiel Jozef De Smedt, e professore presso il Seminario Maggiore. Nel gennaio 1967 fu inoltre nominato direttore del segretariato della Conferenza episcopale belga.
Il 4 novembre 1972 divenne Vicario generale della diocesi di Bruges, responsabile dell'educazione e anche dei religiosi. Si è ritirato nel giugno 1996 per motivi di salute, pur proseguendo a lavorare nella segreteria della diocesi, mettendosi a disposizione per molti lavori.
Nel 1992 è diventato canonico titolare del capitolo di San Salvatore nella cattedrale di Bruges e nel giugno 1992 rettore del monastero 'De Wijngaard' nel Beghinaggio Ten Wijngaarde di Bruges, carica che ha continuato a ricoprire fino al suo ritiro nel febbraio 2016.

## Attività come storico e archivista del Vaticano II

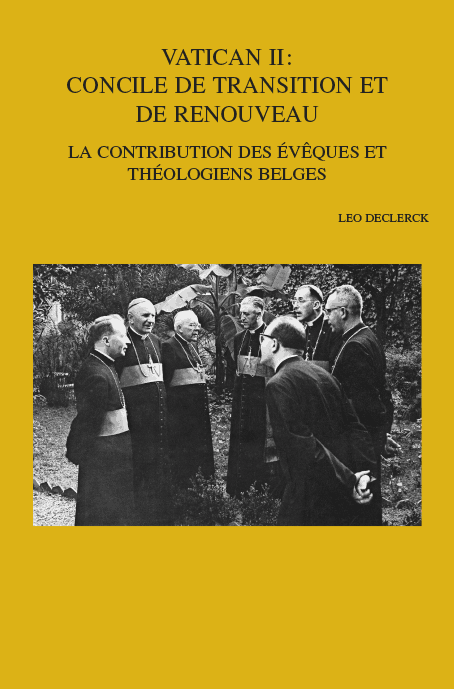
La copertina (che tra l'altro lo ritrae di spalle a destra) dell'ultimo libro di Declerck, apparso poco prima della scomparsa.

Dopo il suo pensionamento dal servizio diocesano, a partire dal 1996 è cominciata per Leo Declerck una seconda carriera, stavolta come instancabile archivista dei documenti del Vaticano II e autore di numerosi contributi sul ruolo dei vescovi e periti belgi (la cosiddetta "squadra belga") al Vaticano II. 
Già negli anni del suo servizio al collegio belga aveva dimostrato il proprio speciale talento nell'inventariazione degli archivi, attività con cui negli ultimi 25 anni della sua vita, unitamente alle sue numerose pubblicazioni, avrebbe reso grandi servigi alla comunità di ricerca internazionale.
(Lettera ai genitori, 1 novembre 1965.)
Con grande pazienza, unita a notevole perizia e competenza, Declerck ha inventariato numerosi archivi conciliari, tra cui quelli dei cardinali Leo Suenens e Johannes Willebrands e dei vescovi Emiel Jozef De Smedt, Jozef Maria Heusschen e André Marie Charue. Ha pubblicato i diari conciliari del cardinale Johannes Willebrands e di mons. Albert Prignon. Ha inventariato anche gli archivi personali del teologo Gerard Gustaaf Philips, del monaco di Chevetogne Emmanuel Lanne nonché della Conferenza cattolica per le questioni ecumeniche.
Già da diversi anni impegnato nella preziosa reinventariazione di archivi di importanti protagonisti del Concilio Vaticano II, dal 2004 Leo Declerck è divenuto assistente scientifico volontario presso l'unità di ricerca di Storia della Chiesa e della teologia della Facoltà teologica e di studi religiosi e presso il Centro di Studi sul Concilio Vaticano II della Katholieke Universiteit Leuven. Nell'ambito del Centro lovaniense per lo Studio del Concilio Vaticano II ha fornito un contributo notevole per la pubblicazione di documenti sul Concilio Vaticano II e per la ricostruzione di avvenimenti cruciali della storia dell'assise conciliare.
Per questi meriti, il 21 maggio 2013 Leo Declerck ha ricevuto un dottorato honoris causa da parte della Facoltà di Teologia Cattolica dell'Università Johannes Gutenberg di Magonza. 
A conclusione di questa lunga attività di ricerca, poche settimane prima della morte è apparso il volume Vatican II: Concile de transition et de renouveau. La contribution des évêques et théologiens belges (BETL, 323), Leuven 2021, una raccolta dei suoi contributi più importanti alla storia del Vaticano II. Nella sua prefazione a questo volume, lo storico francese Étienne Fouilloux lo ha giustamente definito come "un historien à part entière" e come "uno dei più fini e scrupolosi conoscitori del Vaticano II".

Nel settembre 2021 la comunità accademica internazionale degli studiosi del Vaticano II ha dunque universalmente pianto la sua scomparsa.

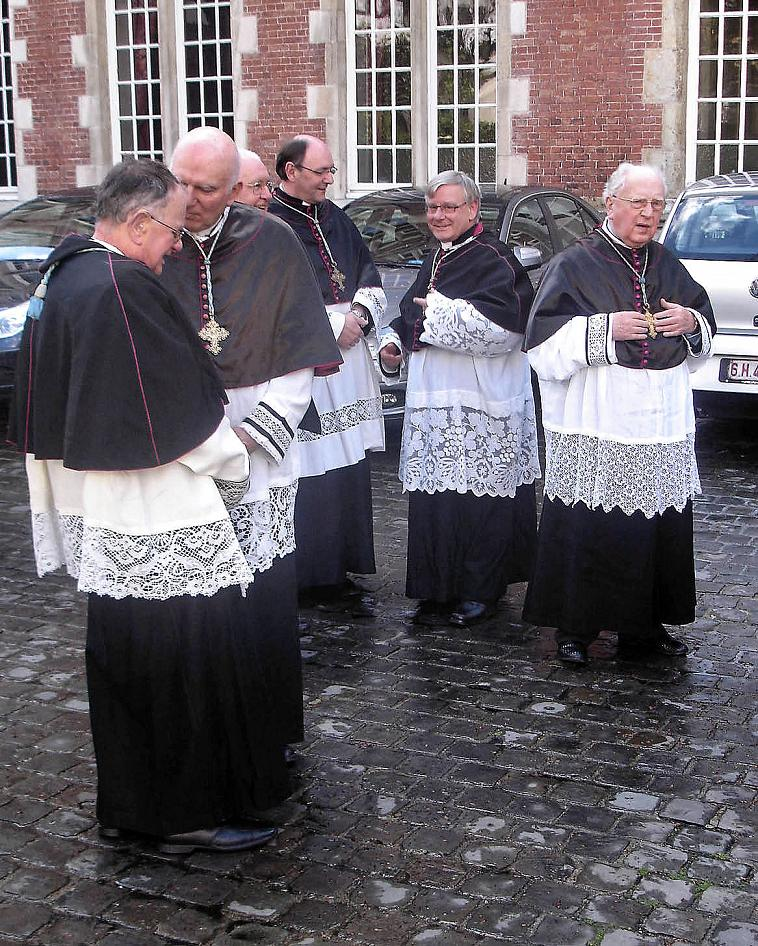
Alcuni canonici del capitolo di San Salvatore a Bruges nel 2008, da sinistra a destra: Leo Declerck, Adelbert Denaux, Paul Lambrecht, Filip Debruyne, Kris Depoortere, Daniel Quartier.

## Pubblicazioni
- (con E. Louchez), Inventaire des Papiers conciliaires du cardinal L.-J. Suenens, in: Cahiers de la Revue théologique de Louvain, Louvain-la-Neuve, Faculté de théologie et de sciences religieuses, 1998.
- Brève présentation du "Journal conciliaire" de Mgr Gerard Philips, in: Fattori M., Melloni A. (Eds.), Experience, Organisations and Bodies at Vatican II. Proceedings of the Bologna Conference December 1996, Leuven, Bibliotheek van de Faculteit Godgeleerdheid, 1999, 219-231.
- Prefazione, in: A. Greiler & L. De Saeger (uitg.) Emiel-Jozef De Smedt, Papers Vatican II. Inventory, Leuven: Bibliotheek van de Faculteit Godgeleerdheid, 1999.
- Mgr De Smedt (1909-1995) and the Second Vatican Council, in: A. Greiler & L. De Saeger (uitg.), Emiel-Jozef De Smedt, Papers Vatican II Inventory, Leuven, Bibliotheek van de Faculteit Godgeleerdheid, 1999.
- Le rôle joué par les évêques et periti belges au Concile Vatican II. Deux exemples, in: Ephemerides Theologicae Lovanienses, Louvain Journal of Theology and Canon Law, 2000, 445-464.
- (con E. Soetens), Carnets conciliaires de l'évêque de Namur A.-M. Charue, Louvain-la-Neuve, Publications de la Faculté de Théologie, 2000.
- (con W. Verschooten), Inventaire des papiers conciliaires de Monseigneur Gérard Philips, secrétaire adjoint de la Commission doctrinale. Avec une Introduction par. J. Grootaers, Instrumenta Theologica, Bibliotheek van de Faculteit Godgeleerdheid, Leuven, Uitgeverij Peeters, 2001.
- De rol van de "Squadra Belga" op Vaticanum II, in: Collationes, Tijdschrift voor theologie en pastoraal, 2002, 341-372.
- Das Konzilsarchiv von Kardinal Léon-Joseph Suenens, Erzbischof von Mechelen-Brüssel, in: P. Pfister (uitg.), Julius Kardinal Döpfner und das Zweite Vatikanische Konzil. in: Schriften des Archivs des Erzbistums München und Freising, München, Schnell und Steiner, 2002, 30-40.
- (con A. Haquin), Mgr Albert Prignon, Recteur du Pontificio Collegio Belga, Journal conciliaire de la 4e session, Louvain-la-Neuve, Publications de la Faculté de théologie, 2003.
- (con M. Lamberigts), Le texte d'Hasselt: Une étape méconnue de l'histoire du De Matrimonio (schéma XIII), in: Ephemerides Theologicae Lovanienses. Louvain Journal of Theology and Canon Law, 2004, 485-504.
- Inventaires des papiers conciliaires de monseigneur J. M. Heuschen, évêque auxiliaire de Liège, membre de la commission doctrinale, et du professeur V. Heylen, Leuven, Faculteit Godgeleerdheid, Uitgeverij Peeters, 2005
- (con M. Lamberigts), Nostra Aetate: Vaticanum II over de joden. Een historiek, Collationes, Tijdschrift voor theologie en pastoraal, 2005, 149-177.
- Een standaardwerk over de geschiedenis van het Tweede Vaticaans Concilie (1962-1965), in: Collationes, Vlaams tijdschrift voor theologie en pastoraal, 2006, 97-107.
- Introduction, in: Carnets conciliaires de Mgr Gérard Philips, secrétaire adjoint de la Commission doctrinale, Faculteit Godgeleerdheid, Leuven, Uitgeverij Peeters, 2006
- (con Toon Osaer), Les relations entre le Cardinal Montini - Paul VI (1897-1978) et le Cardinal Suenens (1904-1996) pendant le Concile Vatican II, in: Notiziario, Istituto Paolo VI, 2006, 47-77.
- (con M. Lamberigts), Le rôle de l'épiscopat belge dans l'élection des commissions conciliaires en octobre 1962, in: Leclercq J. (Eds.), La raison par quatre chemins. En hommage à Claude Troisfontaines, Louvain-la-Neuve - Leuven, Éditions Peeters, 279-306.
- La réaction du cardinal Suenens et de l'épiscopat belge à l'encyclique Humanae Vitae. Chronique d'une Déclaration (juillet – décembre 1968), in: Louvaain Journal of Theology and Canon Law, 2008, 1-68.
- (con M. Lamberigts), The Role of Cardinal Léon-Joseph Suenens at Vatican II, in: Donnelly D., Famerée J., Lamberigts M., Schelkens K. (Eds.), The Belgian Contribution to the Second Vatican Council, Leuven, Peeters, 2008, 61-217.
- (con Toon Osaer), Les relations entre le Cardinal Montini / Paul VI (1897-1978) et le Cardinal Suenens (1904-1996) pendant le Concile Vatican II. in: Donnelly D., Famerée J., Lamberigts M., Schelkens K. (Eds.), The Belgian Contribution to the Second Vatican Council,, Leuven, Peeters, 2008, 285-323.
- Les Agendas conciliaires de Mgr J. Willebrands, secrétaire du Secrétariat pour l'Unité des chrétiens, Leuven, Peeters, 2009.
- (con C. Troisfontaines), Témoignage sur Mgr De Smedt et la liberté religieuse, in: R. Latala & J. Rime J. (Eds.), Liberté religieuse et Eglise catholique. Héritage et développements récents, Fribourg, Academic Press, 2009, 25-30.
- (con M. Lamberigts), De bijdrage van Mgr. E.J. De Smedt aan Nostra Aetate, in: Ministrando, 2009, 751-763.
- Prefazione, in: C. Antonelli (Eds.), Il dibattito su Maria nel Concilio Vaticano II. Percorso redazionale sulla base di nuovi documenti di archivio, Padova, Edizioni Messaggero, 2009, 9-13.
- (con C. Troisfontaines), Paul VI et la Liberté religieuse, in: R. Papetti (Eds.), La trasmissione della fede: l'impegno di Paolo VI, Colloquio internazionale di studio, Brescia, 28-29-30 settembre 2007 , Brescia, Istituto Paolo VI, 2009, 121-127.
- (con M. Lamberigts), Mgr. De Smedt en de concilietekst over de Joodse godsdienst, in: Collationes, Vlaams Tijdschrift voor Theologie en Pastoraal, 2010, 81-104.
- Le cardinal Suenens et la question du contrôle des naissances au Concile Vatican II, in: Revue Théologique de Louvain, 2010, 499-518.
- (con M. Lamberigts), Mgr E.J. De Smedt et le texte conciliaire sur la religion juive, in: Ephemerides Theologicae Lovanienses. Louvain Journal of Theology and Canon Law, 2010, 341-384.
- (con M. Lamberigts), Vatican II on the Jews: A Historical Survey, in: Moyaert M., Pollefeyt D. (Eds.), Never Revoked. Nostra Aetate as Ongoing Challenge for Jewish-Christian Dialogue. Leuven, Peeters, 2010, 13-56.
- Les réactions de quelques "periti" du Concile Vatican II à la "Nota Explicativa Praevia" (G. Philips, J. Ratzinger, H. de Lubac, H. Schauf), in: Notiziario, Istituto Paolo, 2011, 47-69.
- 50 jaar na Vaticanum II. De squadra belga, een Belgische ploeg op het concilie! Gesprek met kanunnik Leo Declerck, in: Golfslag, 2011, 297-303.
- (con M. Lamberigts, La contribution de la "squadra belga" au Concile Vatican II, in: Anuario de Historia de la Iglesia, 2012, 157-183.
- Leon Joseph Suenens, in: M. Quisinsky & P. Walter (Eds.), Personenlexikon zum Zweiten Vatikanischen Konzil, Freiburg - Basel - Wien, Herder, 2012, 266-266.
- Albert Prignon, in: M. Quisinsky & P. Walter (Eds.), Personenlexikon zum Zweiten Vatikanischen Konzil, Freiburg - Basel - Wien, Herder, 2012, 221-222.
- (con M. Lamberigts), Mgr Willebrands and Nostra Aetate 4, Diplomacy and Pragmatism, in: A. Denaux & P. De Mey (Eds.), The Ecumenical Legacy of Johannes Cardinal Willebrands, Leuven, Peeters, 2012, 245-259.
- Charles Moeller, in: M. Quisinsky & P. Walter (Eds.), Personenlexikon zum Zweiten Vatikanischen Konzil. Freiburg - Basel - Wien, Herder, 2012, 194-194.
- André Marie Charue, in: M. Quisinsky & P. Walter (Eds.), Personenlexikon zum Zweiten Vatikanischen Konzil. Freiburg - Basel - Wien, Herder, 2012, 76-76.
- Mgr Emiel-Jozef De Smedt et le Concile Vatican II. Notes et documents, 2012
- (con M. Lamberigts), Gaudet Mater Ecclesia, Johannes XXIII's openingsrede op het Tweede Vaticaans Concilie, in: Collationes, Tijdschrift voor Theologie en Pastoraal, 2012, 363-379.
- Inventaire des archives personnelles du Cardinal J. Willebrands, Secrétaire (1960-1969) et Président (1969-1989) du Secrétariat pour l'unité des chrétiens, Archevêque d'Utrecht (1975-1983), Leuven, Faculteit Theologie en Religiewetenschappen, Peeters, 2013.

## Raccolta delle opere
- L. Declerck, Vatican II: Concile de transition et de renouveau. La contribution des évêques et théologiens belges, avec une Préface du Prof. É. Fouilloux, Peeters, Leuven 2021